# الإملاء على مشكل الإحياء
الإملاء على مشكل الإحياء كتاب لحجّة الإسلام أبي حامد محمّد بن محمّد الغزالي الطوسي(450 -505هـ/1058 -1111م) كتبه ردًا على انتقادات معاصريه لكتابه إحياء علوم الدين يقول في مقدّمة الإملاء : «وأولى بالصواب ليس من غرضنا في هذا الموضع، وإنّما غرضنا تبعيد ما أشاعه في الإحياء أهل الغلول والإغلاء». ويضيف في مقدّمة الكتاب سبب جوابه هذا فيقول: «سألت، يَسَّرك الله لمراتب العلم تصعد مراقيها، وقرّب لك مقامات الولاية تحلّ مغانيها، عن بعض ما وقع في الإملاء الملقّب بالإحياء، ممّا أشكل على من حجب فهمه، وقصر علمه، ولم يفز بشيء من الحظوظ المَلَكِيَّة قَدَحُه وسهمه، وأَظْهَرْتَ التَّحَزُّنَ لما شاش به شركاء الطُّغام، وأمثال الأنعام، وأتباع العوامّ، وسفهاء الأحلام، وعار أهل الإسلام، حتى طعنوا عليه، ونهوا عن قراءته ومطالعته، وأفتوا بمجرّد الهوى، على غير بصيرة، باطراحه ومنابذته، ونسبوا مُمْليه إلى ضلال وإضلال، ونبزوا قرّاءه ومنتحليه بزيغ في الشريعة واختلال؛ فإلى الله انصرافهم ومآبهم، وعليه في العرض الأكبر إيقافهم وحسابهم[...]وقد أجبناك، بحول الله وقوّته، وبعد استخارته، عمّا سألت عنه، وخاصّة ما رغبت فيه من تخصيص الكلام بالمثل الذي ذكر فيه الأقلام. إذ قد اتّفق أن يكون أشهر ما في الكتاب، وأكثر تصرّفا على ألسنة الصدور والأصحاب، حتى لقد صار المثل المذكور في المجالس تحيّة الداخل وحديث المجالس، فساعدنا أمنيّتك؛ ولولا العجلة والاشتغال لأضفنا إلى إملاءنا هذا بيانا غيره ممّا عدّوه مشكلا، وصار لعقولهم الضعيفة مخيّلا [مضلّلا].» وهو كتاب يتناول القضايا التي أثارها منتقدوه قضيّة قضيّة فيجيب عنها.

## محتوى الكتاب
وكتاب الإملاء على مشكل الإحياء كتاب نفيس يكتسب أهميّة خاصّة لأنّ حجّة الإسلام ألفه للردّ على تلك الشبهات التي أثيرت حول كتاب إحياء علوم الدين وقد أختار الإمام أسلوب الحوار بينه وبين تلميذٍ له يسأله وهو يجيب وهذا الأسلوب معروف لدى القدماء يكاد يشبه ما نجده في كتابات أفلاطون عن محاورات سقراط لمريديه. وقد تعرض كتاب الإملاء نفسه لانتقادات الناقدين وهو ما نتبينه من الردٌّ الذي كَتَبه ابن قصيبة الغزالي للدفاع عن كتاب «الإملاء على مشكل الإحياء» وتفنيد آراء منتقديه، أو بالأحرى منتقده، والذي لم يفصح ابن أبي قصيبة عنه واستمع له يقول: « هذا، وإني لمّا ورد على سمعي ما ضاق لسماعه فسيح ذرعي، واشغل تصديق تصوّره فكر لبّي، وأشعل حريق ضرره نار قلبي، وهو ما شاع بدمشق بهذا العصر، وذاع واستقرّ في نفوس الخاصّ والعامّ، ووقر في الأسماع، ونسب قوله إلى بعض معاصريّ من العلماء الخيرة، فتارة نُقل إليّ أنّه ذكره، وتارة نُقل إليّ أنّه أنكره، وأُونَةً نُقل إليّ أنّه ادّعى أنّ بعض المبغضين له افتراه عليه وزوّره، وأُونَةً نُقل إليّ أنّ بعض القائلين بالوحدة المطلقة رماه به، وعنه بين الناس نشره، والله سبحانه متولّي علم حقائق ما ظهر وبطن من الأقوال والأفعال الصادرة من عباده، ومجازي كلّ مجترح لسوء منهم بعدله في يوم معاده. وملخّص ما نقله النقلة في ذلك من الأقوال المجملة والمفصّلة أنّ هذا العَلَمَ المنقول عنه هذا المقول، يجري سكيت لسانه في ميدان تفاخره ويصول ويجول، ويلقي إلى سامعيه [كذا] أنّه انتقد كلام من تقدّمه من العلماء والصوفية، المشتهرين شرقا وغربا وسار كلامهم نثرا ونظما بين الأمّة المحمّدية إلى أمصار البسيطة بعدا وقربا، وأنّه زيّف جملة من أقوالهم بوافر علمه، وأقام البراهين على صحّة لما انتقده بثاقب فهمه، وأنّ من جملة ما انتقد لفظه، وسبر تحرير عباراته، وأظهر تزييف صرائح معانيه وإشاراته كتاب الإملاء على مشكل الإحياء...»'''ابن أبي قصيبة، تنويه العاقل بتنبيه الغافل وتذكرة المؤمن وتبصرة الموقن،"
اللافت للانتباه في طبعات كتاب الإملاء المتداولة والتي تجدها إمّا بهامش الإحياء أو ملحقة به أو بهامش إتحاف السادة المتقين للمرتضى الزبيدي هو كثرة أغلاطها وسقوط كثير من الكلمات وبعض الفقرات، وإطلالة سريعة على فهرس كتاب الإملاء المطبوع تمكّن القارئ من الاطلاع على ذلك التداخل الذي حصل بين فصول الكتاب فكانت نتيجته نسخة مشوهة من كتاب الإملاء. ولا بدّ أن نستثني من هذه الطبعات طبعة المنهاج لكنك تجد بعض المآخذ عليها في الطبعة الأخيرة لكتاب الإملاء على مشكل الإحياء التي أصدرتها دار الكتب العلمية سنة 1441هـ/2020م بتحقيق عبد المولى هاجل خصوصا الصفحات (70- 72)